# Leandre Cervera i Astor
Leandre Cervera i Astor (Gràcia, Barcelona, 13 d'agost de 1891 - Barcelona, 22 de juliol de 1964) fou un metge i polític català, fill d'una família originària de la comarca dels Serrans (País Valencià) de militància carlina. Es llicencià en veterinària el 1911 i en medicina el 1914.
Com a metge, treballà amb Ramon Turró i Darder al Laboratori Municipal de Barcelona, a l'escola de fisiologia d'August Pi i Sunyer i a l'Institut de Fisiologia de la Mancomunitat de Catalunya el 1920. Fou director del laboratori de patologia dels Serveis Tècnics d'Agricultura de Catalunya, però en fou destituït el 1924 per Miguel Primo de Rivera i més tard fou secretari i posteriorment president (del 1935 al 1963) de la Societat de Biologia de Barcelona i de la posterior Societat Catalana de Biologia. S'especialitzà en l'estudi de les malalties metabòliques i endocrines. També fou fundador i redactor en cap de la revista La Medicina Catalana del 1933 al 1938.
Com a polític, fou un dels fundadors i vicepresident d'Acció Republicana de Catalunya el 1930 i un dels fundadors d'Acció Catalana Republicana. En acabar la guerra civil espanyola el 1939 es va exiliar. El 1946 fou membre adjunt de l'Institut d'Estudis Catalans, i el 1950 n'esdevingué membre numerari.

## Obres
- La fisiologia dels animals domèstics (1923)
- Fisiología y patología de las glándulas endocrinas (1926)
- La nostra gent: Dr. Turró (1926)
- Letamendisme i unitat psicosomàtica (1926)